# Jamil Siebert
Jamil Siebert, né le 2 avril 2002 à Düsseldorf en Allemagne, est un footballeur allemand qui évolue au poste de défenseur central au Fortuna Düsseldorf.

## Biographie

### En club
Né à Düsseldorf en Allemagne, Jamil Siebert est notamment formé par le club local du Fortuna Düsseldorf.
C'est avec ce club qu'il joue son premier match en professionnel, le 26 septembre 2020, lors d'une rencontre de championnat, contre le FC Würzburger Kickers. Il entre en jeu lors de ce match remporté par son équipe par un but à zéro.
Le 31 janvier 2022, Jamil Siebert rejoint le Viktoria Cologne sous la forme d'un prêt jusqu'à la fin de la saison.
Le 11 juin 2022, le prêt de Siebert au Viktoria Cologne est prolongé pour une saison supplémentaire.
Siebert inscrit son premier but en professionnel le 22 octobre 2022, lors d'un match de championnat contre le MSV Duisbourg. Il ouvre le score de la tête mais les deux équipes se neutralisent (1-1 score final).
Jamil Siebert fait son retour au Fortuna Düsseldorf à l'été 2023, et est intégré à l'équipe première en vue de la saison 2023-2024.

### En sélection
Avec l'équipe d'Allemagne des moins de 20 ans, Siebert joue un total de huit matchs entre 2021 et 2023.
Le 8 septembre 2023, Jamil Siebert joue son premier match avec l'équipe d'Allemagne espoirs face à l'Ukraine. Il entre en jeu à la place de Linus Gechter et son équipe l'emporte par deux buts à zéro.